# Districtul Armagh
Armagh (irlandeză Ard Mhacha) este un district în Irlanda de Nord. Din punct de vedere administrativ, Armagh este un district al Irlandei de Nord.